# Abudefduf declivifrons
Abudefduf declivifrons là một loài cá biển thuộc chi Abudefduf trong họ Cá thia. Loài này được mô tả lần đầu tiên vào năm 1862.

## Từ nguyên
Từ định danh được ghép bởi hai âm tiết trong tiếng Latinh: declivis ("xiên, dốc") và frons ("trán"), hàm ý đề cập đến phần đầu, từ trước mắt đến hàm trên, rất xiên về phía trước.

## Phạm vi phân bố và môi trường sống
A. declivifrons xuất hiện dọc theo bờ biển Đông Thái Bình Dương. Loài này được ghi nhận từ phía nam bán đảo Baja California và vịnh California trải dài đến Costa Rica, bao gồm quần đảo Revillagigedo.
A. declivifrons sống gần những rạn san hô và bờ biển đá ở vùng gian triều, độ sâu đến ít nhất là 5 m.

## Mô tả
A. declivifrons có chiều dài cơ thể tối đa được ghi nhận là 18 cm. Cơ thể có màu nâu xám với những vệt sọc màu trắng nhạt. Vảy cá viền đen sẫm. Đốm đen hình nêm ở gốc vây ngực.
Abudefduf concolor trước đây được xem là một danh pháp đồng nghĩa của A. declivifrons nhưng đã được công nhận là một loài riêng biệt dựa vào những bằng chứng di truyền.
Số gai ở vây lưng: 13; Số tia vây ở vây lưng: 12–13; Số gai ở vây hậu môn: 2; Số tia vây ở vây hậu môn: 10; Số tia vây ở vây ngực: 18–20.

## Sinh thái học
Thức ăn của A. declivifrons có lẽ là tảo và giáp xác nhỏ. Cá đực có tập tính bảo vệ và chăm sóc trứng.